# 范延壽
范延壽（？—前19年），字子路，西汉政治人物，他曾在漢成帝時担任北海太守。汉河平二年（前27年）担任廷尉，鸿嘉二年（前19年）去世。

## 參看
- 北海郡